# Parsonsia edulis
Parsonsia edulis är en oleanderväxtart som först beskrevs av G. Benn., och fick sitt nu gällande namn av André Guillaumin. Parsonsia edulis ingår i släktet Parsonsia och familjen oleanderväxter. Inga underarter finns listade i Catalogue of Life.